# Aerospace Valley

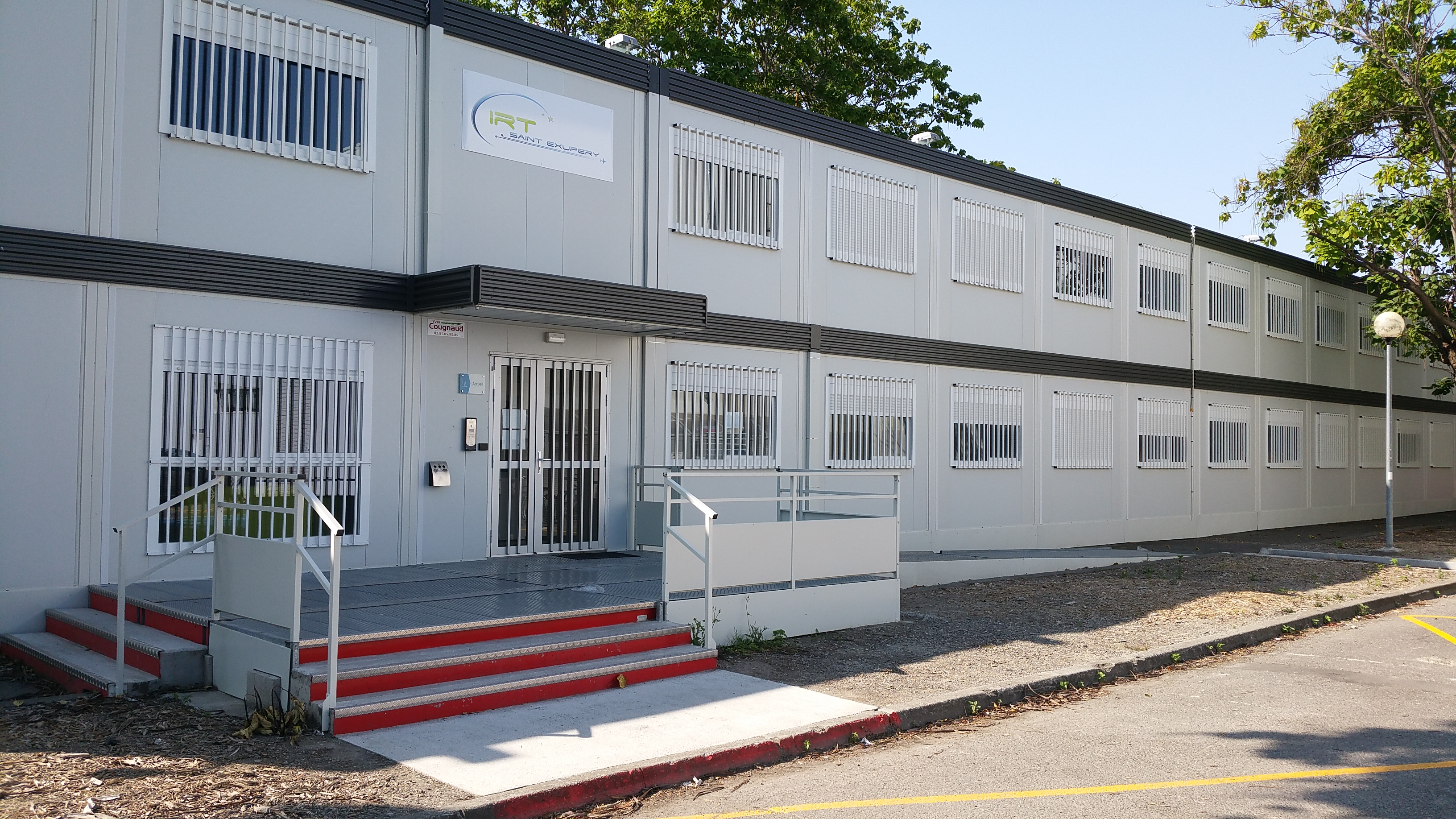
Aerospace Valley

O Aerospace Valley é um agrupamento francês de empresas de engenharia aeroespacial e centros de investigação. O agrupamento está localizado nas regiões da Occitânia e Aquitânia do sudoeste da França e concentra-se principalmente nas cidades de Bordéus e Toulouse e nos seus arredores.
As mais de 500 empresas associadas (incluindo a Airbus, Air France Industries e Dassault Aviation) são responsáveis por cerca de 120.000 empregos nas indústrias da aviação e dos voos espaciais. Além disso, cerca de 8.500 investigadores trabalham nas empresas e instituições afiliadas e nas três principais faculdades de engenharia aeroespacial: ENAC, IPSA e SUPAERO.
O objectivo declarado do agrupamento é criar entre 40.000 e 45.000 novos empregos até 2026. Desde a sua criação em 2005, o cluster lançou cerca de 220 projectos de investigação com um orçamento total de 460 milhões de euros, incluindo 204 milhões de euros de financiamento governamental.